# 외핵

지구와 대기권 구조

지구의 외핵은 대부분 철과 니켈로 구성된 약 2,260 km 두께의 유체층으로, 지구의 고체 내핵 위, 맨틀 아래에 있다. 외핵은 지구 표면 아래 약 2,889 km 지점의 핵-맨틀 경계에서 시작하여 내핵 경계의 지구 표면 아래 5,150 km 지점에서 끝난다.

## 특징
지구의 외핵은 고체인 내핵과는 달리 액체 상태이다. 외핵이 유체라는 증거에는 지진학 연구에서 지진 S파가 외핵을 통과하지 못한다는 점이 포함된다. 외핵은 지구의 고체 내핵과 유사한 조성을 가지고 있지만, 고체 상태를 유지할 만큼 충분한 압력이 없으므로 액체 상태를 유지한다.
실체파와 고유 진동의 지진 역산은 외핵의 반경을 ,3483 km, 불확실성 5 km로 제한하며, 내핵의 반경은 1,220±10 km이다.:94
외핵의 온도는 바깥쪽 영역에서 약 3,000–4,500 K (2,700–4,200 °C; 4,900–7,600 °F), 내핵 근처에서 4,000–8,000 K (3,700–7,700 °C; 6,700–14,000 °F)로 추정된다. 모델링에 따르면 외핵은 높은 온도 때문에 점성도가 낮은 유체이며 난류적으로 대류한다. 다이너모 이론은 외핵의 니켈-철 유체에 있는 와전류를 지자기장의 주요 원인으로 본다. 지구 외핵의 평균 자기장 세기는 표면에서의 자기장보다 50배 강한 2.5 밀리테슬라로 추정된다.
지구의 핵이 식으면서 내핵 경계의 액체가 얼어붙어 고체 내핵이 외핵을 희생시키면서 성장하며, 이는 연간 1 mm의 속도로 추정된다. 이는 초당 약 80,000톤의 철에 해당한다.

## 지구 외핵의 경원소

### 조성
지구의 외핵은 철이나 철-니켈 합금만으로 이루어질 수 없는데, 이는 이들의 밀도가 지구 외핵의 밀도에 대한 지구물리학적 측정값보다 높기 때문이다. 실제로 지구 외핵은 지구 핵의 온도와 압력에서 철보다 약 5~10% 낮은 밀도를 보인다. 따라서 낮은 원자 번호를 가진 경원소가 지구 외핵의 일부를 구성하여 밀도를 낮추는 유일한 타당한 방법이라고 제안되었다. 지구 외핵은 직접적인 시료 채취가 불가능하지만, 고압 실험, 지진 측정 기반 계산, 지구 강착 모델, 탄소질 구립운석과 벌크 규산염 지구 (BSE) 비교를 통해 경원소의 조성을 의미 있게 제한할 수 있다. 최근 추정치에 따르면 지구 외핵은 철과 함께 중량 기준으로 0~0.26%의 수소, 0.2%의 탄소, 0.8~5.3%의 산소, 0~4.0%의 규소, 1.7%의 황, 5%의 니켈로 구성되며, 핵-맨틀 경계와 내핵 경계의 온도는 각각 4,137~4,300 K과 5,400~6,300 K 범위이다.

#### 제약

##### 강착

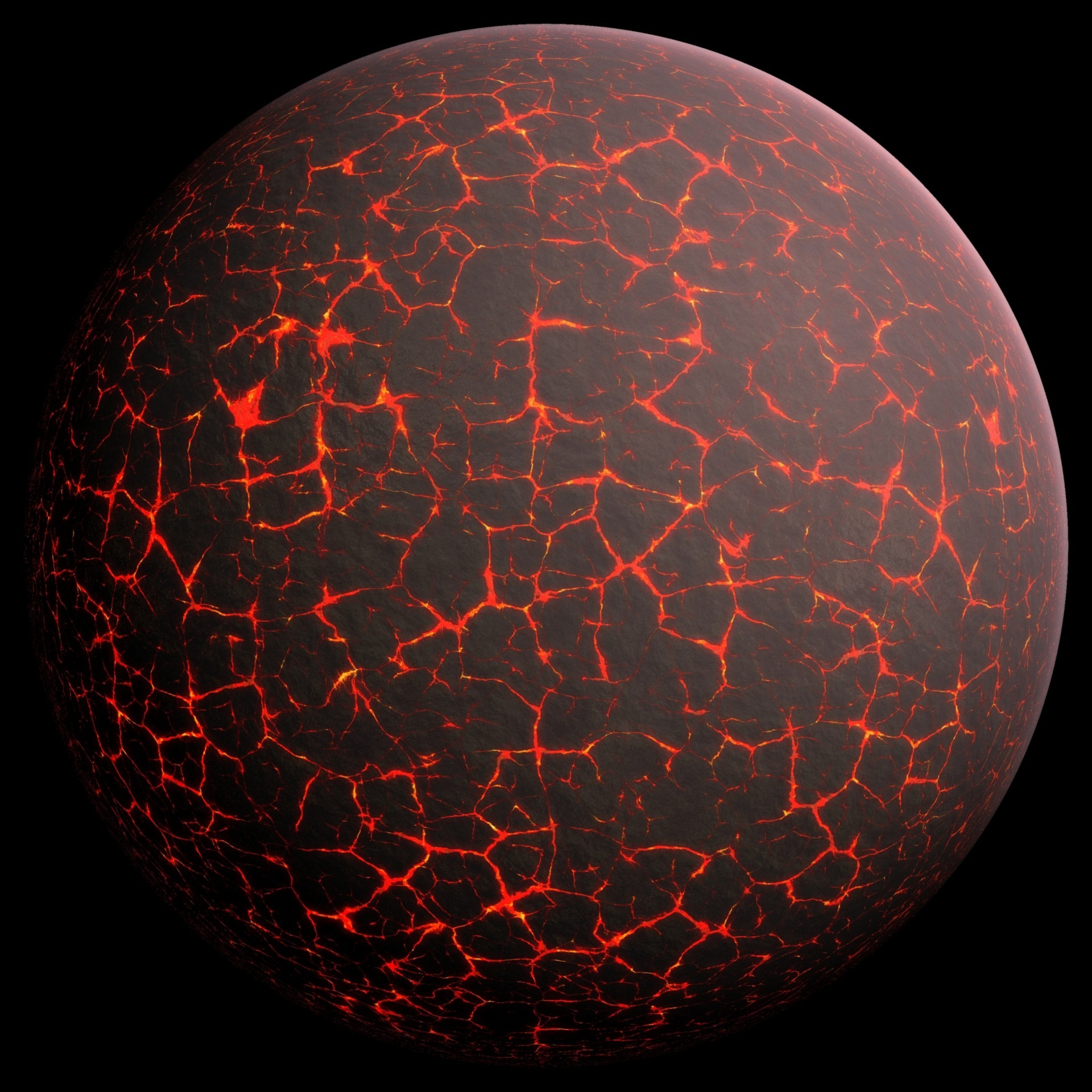
초기 형성기 지구의 모습에 대한 예술가의 그림.

지구 외핵에 존재하는 다양한 경원소는 부분적으로 지구의 강착에 의해 제약을 받는다. 즉, 포함된 경원소는 지구 형성 당시 풍부했으며, 낮은 압력에서 액체 철로 분배될 수 있어야 하고, 지구의 강착 과정 중 휘발하여 빠져나가지 않아야 한다.

##### CI 구립운석
CI 구립운석은 초기 태양계와 동일한 비율로 행성 형성 원소를 포함하고 있다고 믿어지며, 따라서 CI 운석과 BSE 간의 차이는 지구 외핵의 경원소 구성에 대한 통찰력을 제공할 수 있다. 예를 들어, 지구의 원시 맨틀에서 규소가 CI 운석에 비해 고갈된 것은 규소가 지구의 핵으로 흡수되었을 수 있음을 나타낼 수 있지만, 지구 외핵과 내핵의 넓은 범위의 규소 농도는 여전히 가능하다.

### 지구의 강착과 핵 형성 역사에 대한 시사점
지구 외핵에 있는 경원소의 농도에 대한 더욱 엄격한 제약은 지구의 강착과 핵 형성 역사에 대한 더 나은 이해를 제공할 것이다.

#### 지구의 강착에 대한 결과
지구 외핵에 있는 경원소 농도에 대한 더 나은 제약이 있다면 지구의 강착 모델을 더 잘 검증할 수 있을 것이다. 예를 들어, 핵-맨틀 원소 분배에 기반한 강착 모델은 지구의 강착이 마무리될 무렵 외태양계의 산화된 물질이 강착되었을 가능성에도 불구하고, 환원되고 응축되며 휘발성이 없는 물질로 구성된 원시 지구를 지지하는 경향이 있다. 지구 외핵의 수소, 산소, 규소 농도를 더 잘 제약할 수 있다면, 이러한 농도와 일치하는 지구 강착 모델은 지구 형성 과정을 더 잘 제한할 수 있을 것이다.

#### 지구 핵 형성에 대한 결과

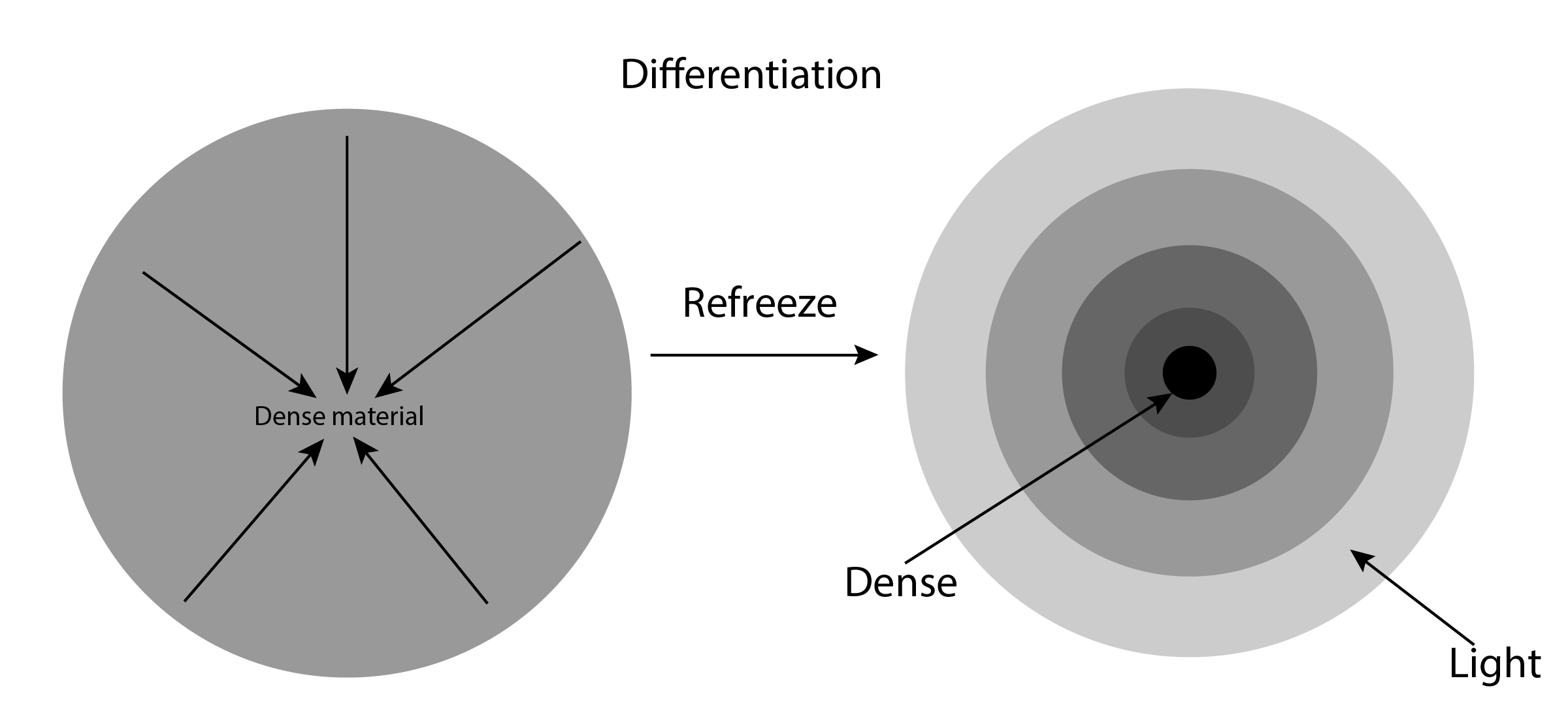
지구의 분화 다이어그램. 황, 규소, 산소, 탄소, 수소 등의 경원소는 풍부하고 특정 조건에서 액체 철로 분배될 수 있는 능력 때문에 외핵의 일부를 구성할 수 있다.

지구의 맨틀에서 친철원소가 구립운석에 비해 고갈된 것은 지구 핵 형성 중 금속-규산염 반응에 기인한다. 이러한 반응은 산소, 규소, 황에 따라 달라지므로, 지구 외핵의 이러한 원소 농도에 대한 더 나은 제약은 지구의 핵 형성 조건을 규명하는 데 도움이 될 것이다.
또 다른 예로, 지구 외핵에 수소가 존재할 가능성은 지구의 물 강착이 지구 강착의 마지막 단계에만 국한되지 않았으며 물이 함수 마그마 해양을 통해 핵을 형성하는 금속으로 흡수되었을 수 있음을 시사한다.

### 지구 자기장에 대한 시사점

지구 지자기와 자기장 다이어그램. 이 자기장은 지구 초기 역사에서 산화 마그네슘, 이산화 규소, 산화 철(II)의 결정화에 의해 구동되었을 수 있다. 지구 외핵의 대류가 자기장 선과 함께 표시되어 있다.

지구의 자기장은 열대류와 함께 내핵에서 경원소가 배제되어 유체 외핵 내에서 위로 떠오르고 밀도가 높은 원소는 가라앉는 화학적 대류에 의해 구동된다. 이 화학적 대류는 중력 에너지를 방출하며, 이 에너지는 지구 자기장을 생성하는 지구 다이너모를 구동하는 데 사용될 수 있다. 불확실성이 큰 카르노 효율은 화학적 대류와 열대류가 지구 다이너모 출력에 각각 약 80%와 20% 기여한다고 시사한다. 전통적으로 지구 내핵이 형성되기 전에는 지구 다이너모가 주로 열대류에 의해 구동되었다고 생각되었다. 그러나 핵 온도 및 압력에서 철의 열전도율이 이전에 생각했던 것보다 훨씬 높다는 최근 주장은 핵 냉각이 대류가 아닌 주로 전도에 의해 이루어졌으며, 열대류가 지구 다이너모를 구동하는 능력이 제한된다는 것을 의미한다. 이러한 난관은 새로운 "핵 역설"로 알려져 있다. 지구 다이너모를 지속시켰을 수 있는 대안적인 과정은 지구 핵이 처음에 산소, 마그네슘, 규소 및 기타 경원소를 용해할 만큼 충분히 뜨거웠어야 한다는 것을 요구한다. 지구 핵이 식기 시작하면서 이러한 경원소는 과포화 상태가 되어 침전되어 하부 맨틀로 산화물을 형성하게 되어 다른 형태의 화학적 대류가 발생할 수 있었다.
핵 흐름에 의해 생성된 자기장은 생명체를 행성 간 방사선으로부터 보호하고 대기가 태양풍에 의해 소실되는 것을 막는 데 필수적이다. 전도 및 대류에 의한 냉각 속도는 불확실하지만, 한 추정치에 따르면 핵은 약 910억 년 동안 얼지 않을 것으로 예상되며, 이는 태양이 팽창하여 행성 표면을 불모지로 만들고 결국 소멸할 것으로 예상되는 시점보다 훨씬 나중이다.

## 같이 보기
- 지구공동설
- 지질학적 역사
- LLSVP
- 레만 불연속면
- 강우 모델
- 지진파 단층촬영
- 지구 중심까지의 여행
- 고체 지구